# Studia croatica
Studia croatica (špa. Studia Croatica. "Revista Croata de Estudios Politicos y Culturales" Buenos Aires) je hrvatska tromjesečna revija na španjolskom iz Argentine. 
Izlazi od rujna 1960. godine. 
Zadaća lista je obavještavati i prikazivati narodima koji govore španjolski jezik povijest Hrvatske, njene prošle i sadašnje probleme. 

## Poznati suradnici
Ernest Bauer, Rafo Bogišić, Gojko Borić, Christophe Dolbeau, Jozo Kljaković, Kristian Kreković, Mateo Martinic, Ivan Meštrović, C. Michael McAdams, Luka Fertilio Nikolić, Vinko Nikolić, Miloš Obrknežević, Bogdan Radica, Zdravko Sančević, Carl Gustav Ströhm, Franjo Tuđman, Carmen Verlichak, Viktor Vida i drugi.

## Urednici
- Ivo Bogdan (1960. – 1971.)
- Franjo Nevistić (1971. – 1984.)
- Radovan Latković (1984. – 1994.)
- Joza Vrljičak (1995. - danas)

## Vanjske poveznice
- Studia croatica